# Фінценц Гайгер
Фінценц Гайгер (нім. Vinzenz Geiger; нар. 24 липня 1997 Оберстдорф, Оберальгой, Округ Швабія, Баварія, Німеччина) — німецький лижний двоборець, дворазовий олімпійський чемпіон, призер чемпіонату світу.  
Золоту олімпійську медаль та звання олімпійського чемпіона Гайгер виборов у складі німецької команди в естафеті великий трамплін + 4×5 км на Пхьончханській олімпіаді 2018 року.
Срібні медалі світових першостей Гайгер виборов у складі німецької команди на нормальному трампліні + естафета 4×5 км на чемпіонатах світу 2019 та 2021 року, що проходили в австрійському Зефельді та німецькому Оберстдорфі, відповідно.

## Зовнішні посилання
- Досьє на сайті FIS [Архівовано 9 квітня 2018 у Wayback Machine.]